# Współczynnik ryzyka
Współczynnik ryzyka, wskaźnik hazardu, współczynnik hazardu, hazard względny (ang. hazard ratio, HR) – statystyczna miara służąca do badania efektywności względnej różnych form terapii lub kuracji medycznych. Miara ta określa prawdopodobieństwo punktu końcowego (np. śmierci pacjenta) w jednej grupie podzielonym przez prawdopodobieństwo w innej grupie.
Przykład: Badamy efektywność terapii medycznej przeprowadzając eksperyment medyczny. W grupie eksperymentalnej (w której zastosowano terapię) zmarło 20 ze 100 pacjentów (20%), zaś w grupie kontrolnej (w której nie zastosowano terapii) zmarło 50 ze 100 pacjentów (50%). Współczynnik ryzyka zastosowanej terapii obliczamy dzieląc 20/50 = 0,40.
Współczynnik ryzyka może przyjmować teoretycznie wartości od 0 do nieskończoności, przy czym wartości interpretuje się następująco:
| Wartość współczynnik ryzyka (HR) | Interpretacja |
| -------------------------------- | --- |
| HR = 0                           | Interwencja całkowicie zapobiega wystąpieniu punktu końcowego (na przykład śmierci pacjenta)                                           |
| 0 < HR < 1                       | Interwencja jest skuteczniejsza od braku interwencji                                                                                   |
| HR = 1                           | Interwencja jest całkowicie neutralna (zarówno w grupie badanej, jak i kontrolnej ryzyko wystąpienia punktu końcowego jest identyczne) |
| 1 < HR                           | Interwencja zwiększa ryzyko w porównaniu do braku interwencji                                                                          |

Współczynnik ryzyka różni się w sposób istotny od ryzyka względnego oraz ilorazu szans. W związku z tym pojęć tych nie należy utożsamiać.